# 척추뼈고리뿌리
척추뼈고리뿌리(pedicle of vertebral arch), 또는 추궁근(椎弓根)은 인체해부학에서 척추뼈의 척추뼈고리(arch)가 척추뼈몸통(body)에 부착되는 부위이다. 척추뼈몸통 뒷쪽 윗부분에서 양쪽으로 시작하며 짧고 두껍다.

## 같이 보기
- 척추뼈고리
- 척추뼈패임

## 추가 이미지

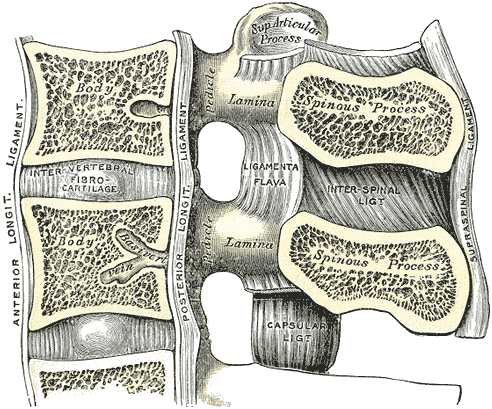
허리뼈와 인대의 정중시상단면
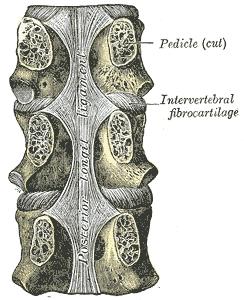
등뼈의 뒤가로인대
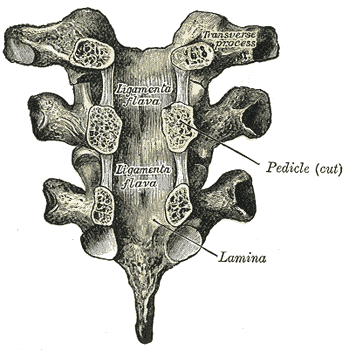
앞에서 본 세 등뼈의 척추뼈고리